# Trichophora rimacensis
Trichophora rimacensis är en tvåvingeart som först beskrevs av Townsend 1915.  Trichophora rimacensis ingår i släktet Trichophora och familjen parasitflugor.
Artens utbredningsområde är Peru. Inga underarter finns listade i Catalogue of Life.